# Pionjären

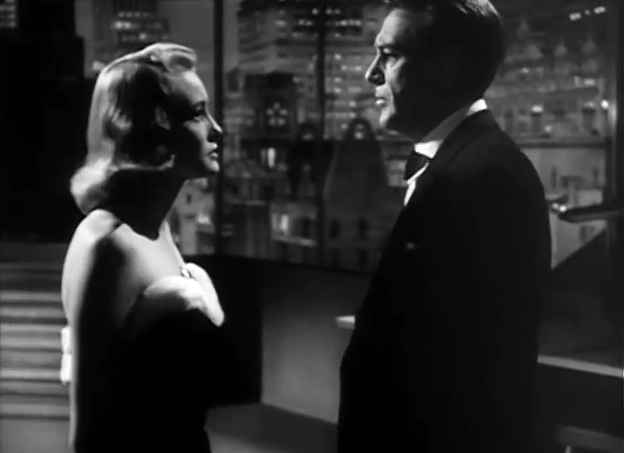
Gary Cooper och Patricia Neal som Howard Roark och Dominique Francon.

Pionjären (originaltitel: The Fountainhead) är en amerikansk dramafilm från 1949 i regi av King Vidor. Den är en filmatisering av Ayn Rands roman Urkällan. Rand skrev även filmens manus.

## Handling
Howard Roark är en arkitekt med stark individualistisk kompass, som vägrar att anpassa efter omgivningens förväntningar.

## Rollista i urval
- Gary Cooper - Howard Roark
- Raymond Massey - Gail Wynand
- Patricia Neal - Dominique Francon
- Kent Smith - Peter Keating

## DVD
Filmen är utgiven på DVD i USA.